# Лата (морська справа)

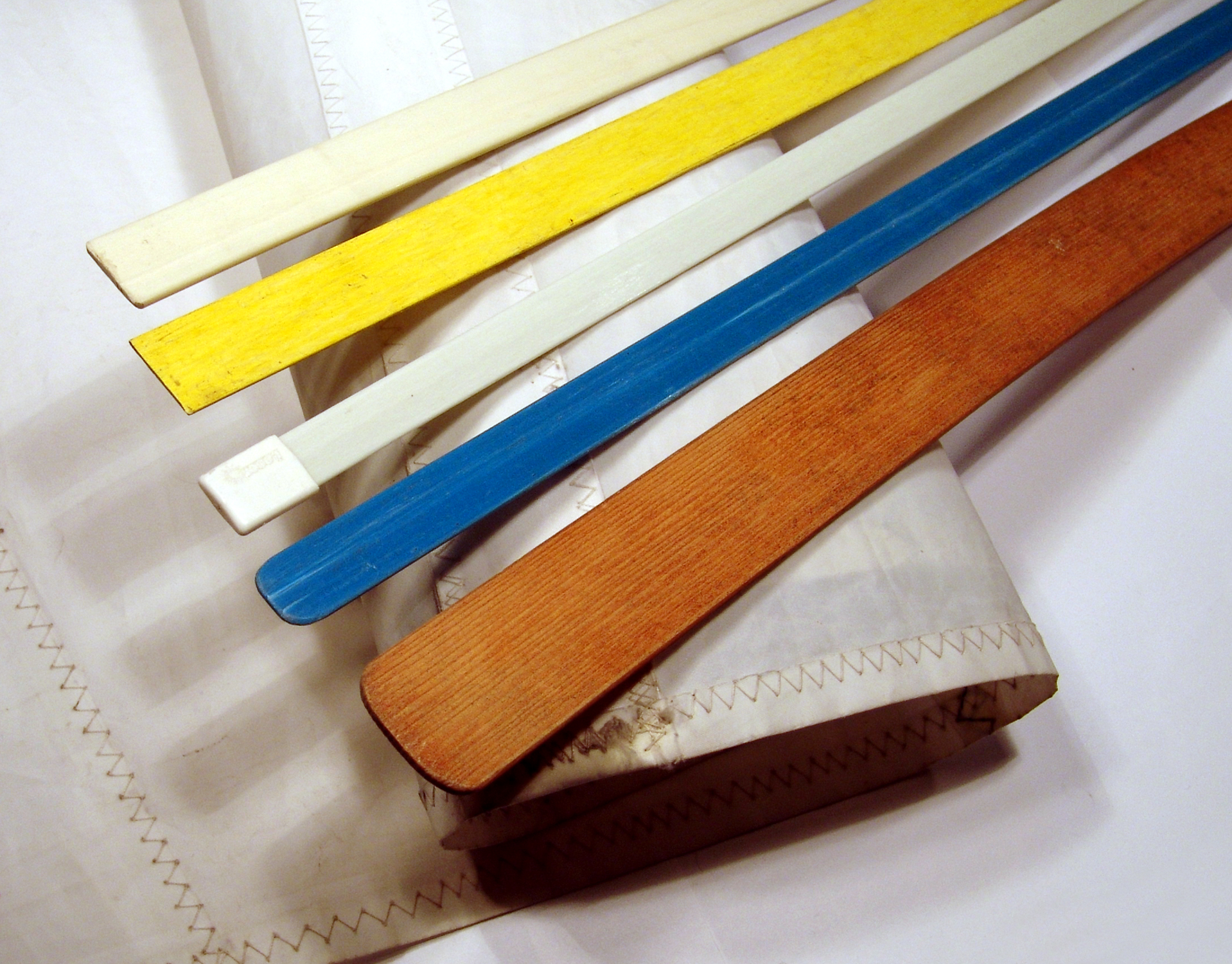
Лати різної ширини.

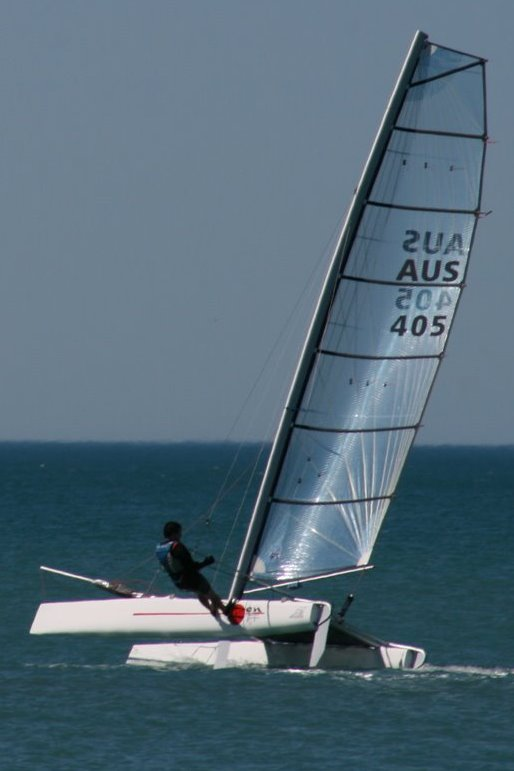
Катамаран з латами на всю ширину грота.

Лата вітрила (нім. Segellatte — «вітрильна рейка, планка»)  — паралельна напрямку повітряного потоку гнучка вставка у вітрило, що сприяє перетворенню його форми на аеродинамічний профіль. Вставляються лати в нашиті на вітрило смуги матеріалу (парусини) — латкишені.
Лати являють собою тонкі смуги з різноманітних матеріалів. Історично для них застосовувалося дерево, зараз частіше використовуються скловолокно, полівінілхлорид, вуглеволокно. Вони підтримують вигин вітрила, а на великих вітрильниках можуть також служити і щаблями, на манір вибленок на вантах.
Лати використовувалися вже на китайських джонках, які з'явилися в II ст. н. е. і отримали розвиток під час династії Сун (960—1279). Джонкові вітрила мають поперечні лати по всій їх ширині, які полегшують керування вітрилом, включаючи в тому числі і взяття рифів.
На сучасних вітрильниках лати частіше за все використовуються для того, щоб підтримувати вигин полотнища грота. Вони подовжують задню шкаторину за лінію, проведену між фаловим і шкотовим кутами, роблячи площу вітрила ширшою. Крейсерські вітрильники можуть мати від 4 до 6 лат, перегонові — лати на всю ширину вітрила. Довжина лат ближче до фалового кута обмежена необхідністю вигину вітрила проходити перед ахтерштагом під час виконання оверштагу чи повороту через фордевінд. Також лати присутні на стакселях катамаранів класу бічкет.
Більшість лат виготовляються із скловолокна методом пультрузії і мають тонкий, прямокутний поперечний переріз. Також трапляються лати у вигляді трубок, які можуть обертатися в латкишенях і зручніші у випадку використовування патент-рифа на гроті. Щоб запобігти натиранню вітрила кінцями лат, вони часто споряджаються м'якою оболонкою.